# The Ultimate Experience
The Ultimate Experience è un album compilation di Jimi Hendrix pubblicato nel 1993 dalla MCA Records. Il disco contiene 20 delle sue canzoni più famose, la maggior parte delle quali registrate con il suo gruppo The Jimi Hendrix Experience, e versioni dal vivo di The Star Spangled Banner (l'inno nazionale americano) e Wild Thing.

## Tracce
Tutti i brani sono opera di Jimi Hendrix, eccetto dove indicato.
1. All Along the Watchtower (Bob Dylan) – 4:01
2. Purple Haze – 2:44
3. Hey Joe (Billy Roberts) – 3:26
4. The Wind Cries Mary – 3:18
5. Angel – 4:17
6. Voodoo Child (Slight Return) – 5:13
7. Foxy Lady – 3:15
8. Burning of the Midnight Lamp – 3:35
9. Highway Chile – 3:30
10. Crosstown Traffic – 2:14
11. Castles Made of Sand – 2:45
12. Long Hot Summer Night – 3:27
13. Red House – 3:54
14. Manic Depression – 3:37
15. Gypsy Eyes – 3:42
16. Little Wing – 2:24
17. Fire – 2:38
18. Wait Until Tomorrow – 3:00
19. Star Spangled Banner (live) (Francis Scott Key, John Stafford Smith) – 4:05
20. Wild Thing (live) (Chip Taylor) – 6:54